# Aulostomus strigosus
Aulostomus strigosus is een straalvinnige vissensoort uit de familie van trompetvissen (Aulostomidae). De wetenschappelijke naam van de soort is voor het eerst geldig gepubliceerd in 1955 door Wheeler.